# Mario és a varázsló (novella)
A Mario és a varázsló (németül: Mario und der Zauberer: Ein tragisches Reisenerlebnis (egy tragikus utazási élmény), Thomas Mann 1930-ban megjelent novellája. A novella a fasizmus kritikája.

## Keletkezése
A történet Mann személyes élményén alapul, amikor az olasz tengerpartra utazott családjával. Mussolini akkor emelkedett hatalomra; Mann ez alapján írta meg a Mario és a varázslót.
A novella értelmezhető a balesetek veszélyének figyelmeztetéseként is, amelyek elkerülhetetlenek, ha az emberi akarat feladja erejét, és az ember nem képes tudatosan és önállóan dönteni.

## Cselekménye
A történet elbeszélője maga Mann, aki családjával az olasz tengerparti fiktív kisvárosba, Torre di Venerébe utazik (a város Forte dei Marmi városán alapul). Ott találkozik Cipollával, a varázslóval, aki mutatványaival és beszédével megnyeri magának a közönséget. Cipolla az akkori Európa vezéreinek karikatúrája.

## Feldolgozásai
Több feldolgozás is készült a műből: 1967-ben, 1996-ban, 2006-ban, 2012-ben és 2020-ban is feldolgozták színműként, 1976-ban, 1986-ban és 1994-ben film formájában dolgozták fel, 1964-ben balett formájában került feldolgozásra, 1988-ban opera formájában dolgozták fel, ugyanebben az évben Harry Somers is feldolgozta a Mario és a varázslót opera formájában, 1994-ben pedig Francis Thorne dolgozta fel opera formájában.